# گویلیا
گویلیا (به ایتالیایی: Guiglia) یک کومونه در ایتالیا است که در استان مودنا واقع شده‌است.

## خصوصیات
گویلیا ۴۹٫۰ کیلومترمربع مساحت و ۴٬۱۱۰ نفر جمعیت دارد و ۴۹۰ متر بالاتر از سطح دریا واقع شده‌است.